# قطعنامه ۹ شورای امنیت
قطعنامه  ۹ شورای امنیت سازمان ملل متحد که در تاریخ ۱۵ اکتبر ۱۹۴۶ تصویب شد، سندی بین‌المللی دربارهٔ حوزه اختیارات دیوان بین‌المللی دادگستری  است. این قطعنامه طی نشست ۷۶ام با ۱۱ موافق، ۰ مخالف و ۰ ممتنع به اتفاق آرا تصویب شد.